# Alfa Romeo RL
Alfa Romeo RL — спортивный автомобиль итальянской автомобильной компании Alfa Romeo, производившийся в период с 1922 по 1927 годы. Это была первая спортивная модель компании после Первой Мировой Войны. Автомобиль был разработан в 1921 году итальянским инженером Джузеппе Мерози. Модель имела шестицилиндровый рядный (L6) двигатель с клапанами сверху. Всего было выпущено три различные модификации: Normale, Turismo и Sport. Но компанией и выпускались специальные версии автомобиля. Модель RLTF (Targa Florio) была гоночной версией RL. Она весила в два раза меньше, чем обычная версия. Двигатель имел два карбюратора и семь подшипников вместо четырёх. В 1923 году, в гоночную команду Alfa Romeo входили такие гонщики как Антонио Аскари, Уго Сивоччи, Энцо Феррари и Джулио Мазетти (итал. Giulio Masetti). Автомобиль Сивоччи был украшен зелёным клевером на белом фоне, а после того как он выиграл Targa Florio в 1923 году, данная эмблема стала приносить удачу и превратилась в символ Alfa Romeo.
Всего было произведено 2640 единицы автомобиля модели RL.
Вариации:
- RL Normale, 2916 см³, 56 л. с. (1922–1925)
- RL Turismo, 2996 см³, 61 л. с. (1925–1927)
- RL Sport, 2996 см³, 71 л. с. (1922–1927)
- RL Super Sport, 2996 см³, 71 л. с. (1922–1927)
- RL Super Sport Castagna, 84 л. с.
- RL Super Sport Zagato, 89 л. с.
- RL Targa Florio, 3154 см³, 95 л. с. (1923)
- RL Targa Florio, 2994 см³, 90 л. с. (1924)
- RL Targa Florio, 3620 см³, 125 л. с. (1924)

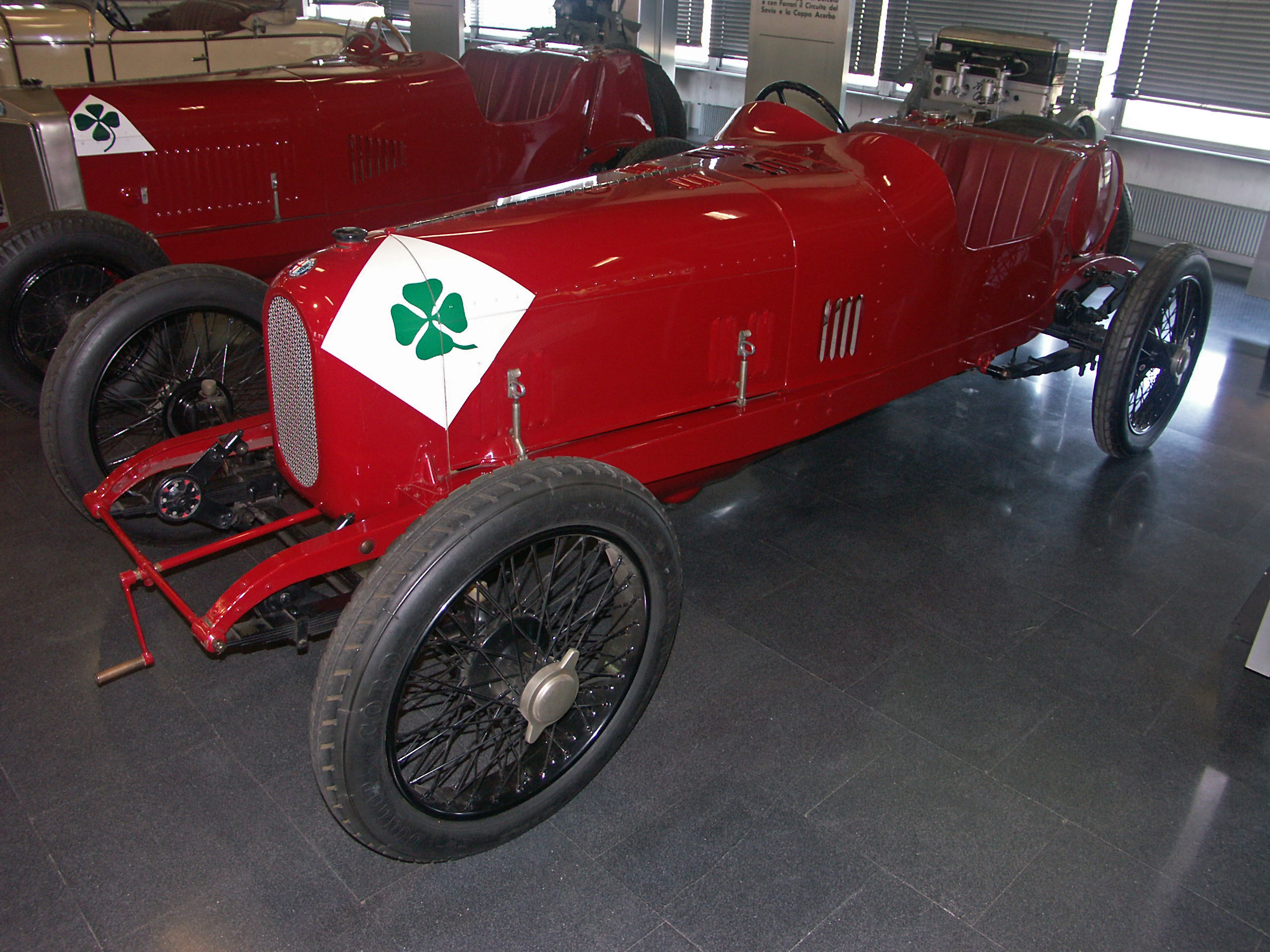
Alfa Romeo RL Targa Florio
- Короткое видео в 1924 о RL Targa Florio
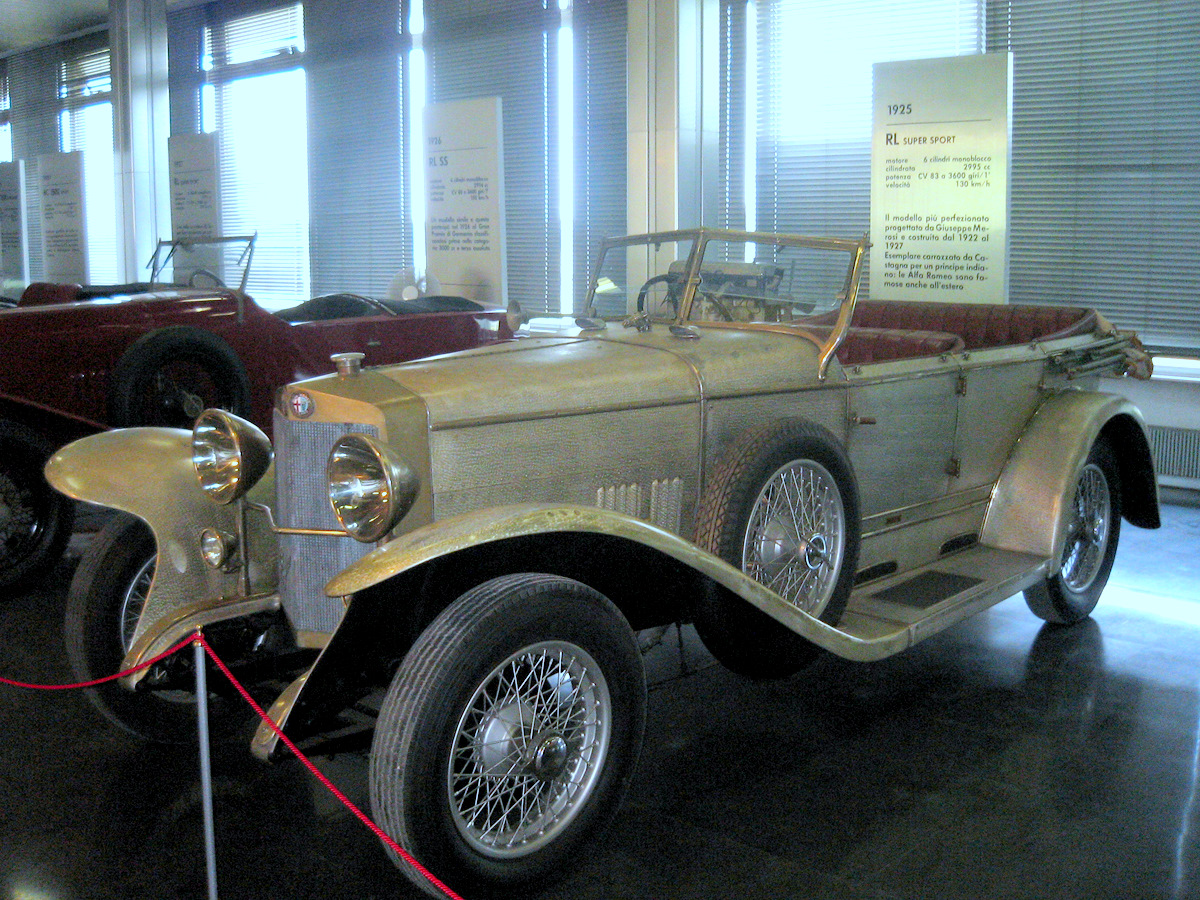
Alfa Romeo RL Super Sport в Carrozzeria Castagna в алюминиевом корпусе.

## Сноски
1. ↑  Search results for "Alfa". carfolio.com. Дата обращения: 4 января 2008. Архивировано из оригинала 9 апреля 2013 года.

Borgeson, G. (2002). The Alfa Romeo Tradition. ISBN 0-85429-875-4